# Unterbreitenlohe
Unterbreitenlohe  (fränkisch: Brandla) ist ein Gemeindeteil der Gemeinde Röttenbach im Landkreis Roth (Mittelfranken, Bayern). Unterbreitenlohe liegt in der Gemarkung Mühlstetten.

## Lage
Das Dorf liegt 3,5 Kilometer westlich von Röttenbach. Die nächste größere Stadt ist das etwa elf Kilometer entfernte Roth.
In einem Waldstück 2,5 km westlich des Ortes entspringt der Gereutgraben, in seinem späteren Verlauf Tiefenbach genannt, ein Zufluss der Fränkischen Rezat. Er durchfließt einen am Westrand gelegenen Weiher, der das Ortsbild wesentlich prägt. Zwei weitere Quellen des Tiefenbaches liegen südlich von Unterbreitenlohe.

## Geschichte
Der Ort wurde 1302 als „Nidernbraitenloch“ erstmals urkundlich erwähnt. Mit der 1287 erfolgten Erwähnung als „Braitenloch“ kann sowohl Ober- als auch Unterbreitenlohe gemeint sein. Das Bestimmungswort des Ortsnamens ist „lôh“ (mhd. für Wald) und wird durch das Grundwort „breit“ näher bezeichnet.
Gegen Ende des 18. Jahrhunderts gab es in Unterbreitenlohe 10 Anwesen. Das Hochgericht sowie die Dorf- und Gemeindeherrschaft übte das eichstättische Pflegamt Sand aus. Grundherren waren das Pflegamt Sandsee (1 Hof, 2 Halbhöfe, 1 Wirtshaus), das Kloster Rebdorf (3 Halbhöfe), das Kollegiatstift Spalt (1 Gütlein), das Kanzleilehen des Hochstifts Eichstätt (1 Gut) und das Oberamt Ellingen des Deutschen Ordens (1 Gut).
Im Rahmen des Gemeindeedikts wurde Oberbreitenlohe dem 1809 gebildeten Steuerdistrikt Mühlstetten und der 1818 gebildeten Ruralgemeinde Mühlstetten zugewiesen. Am 1. Januar 1975 wurde die Gemeinde Mühlstetten im Zuge der Gebietsreform in Bayern nach Röttenbach eingemeindet.
Der größte Teil der Einwohner lebt, begünstigt durch die fruchtbaren Böden, ganz oder teilweise von der Landwirtschaft. In Unterbreitenlohe wird der größte Teil der Hopfenproduktion der Gemeinde erzeugt.

### Baudenkmäler
In Unterbreitenlohe gibt es drei Baudenkmäler:
- Haus Nr. 1 und 4: Bauernhäuser
- Wegkapelle

### Einwohnerentwicklung
| Jahr      | 001818 | 001840 | 001861 | 001871 | 001885 | 001900 | 001925 | 001950 | 001961 | 001970 | 001987 | 002014 |
| Einwohner | 68     | 69     | 85     | 63     | 66     | 60     | 59     | 94     | 64     | 57     | 52     | 46     |
| Häuser    | 11     | 11     |        |        | 11     | 10     | 9      | 11     | 11     |        | 11     |        |
| Quelle    | [ 12 ] | [ 13 ] | [ 14 ] | [ 15 ] | [ 16 ] | [ 17 ] | [ 18 ] | [ 19 ] | [ 20 ] | [ 21 ] | [ 22 ] | [ 1 ]  |

## Religion
Unterbreitenlohe ist römisch-katholisch geprägt und war ursprünglich nach St. Michael (Großweingarten) gepfarrt, Anfang des 19. Jahrhunderts war die Pfarrei St. Emmeram (Spalt) zuständig, Ende des 19. Jahrhunderts die Pfarrei Mariä Heimsuchung (Stirn), und seit 2003 ist die Pfarrei Maria Königin (Röttenbach). Die Einwohner evangelisch-lutherischer Konfession gehören zur Pfarrei St. Georg (Georgensgmünd).

## Verkehr

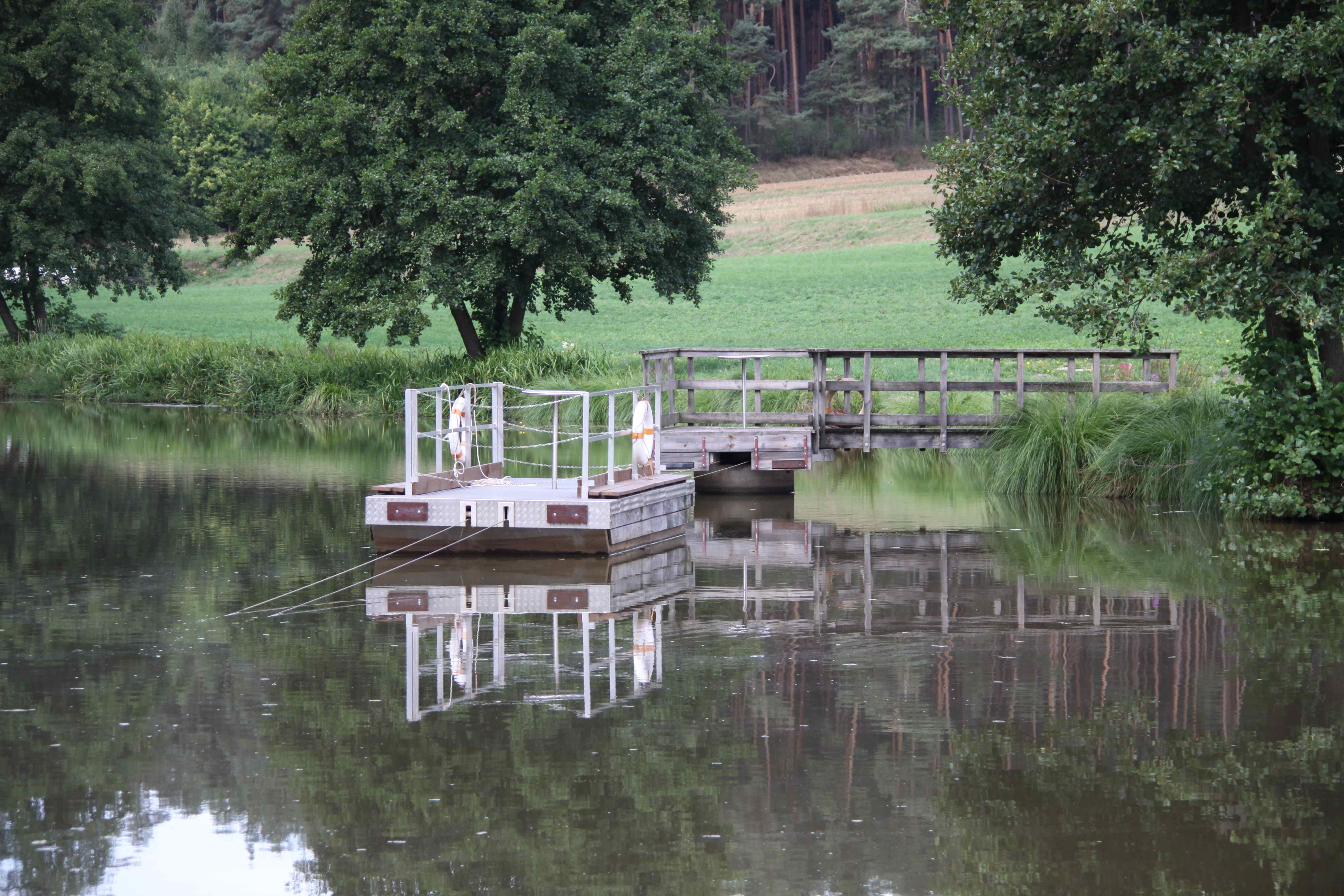
Seilfähre am Dorfweiher

Die Bahnstrecke Treuchtlingen–Nürnberg verläuft etwa einen Kilometer entfernt am Ort vorbei. Bahnhöfe sind in Mühlstetten und Georgensgmünd. Eine Gemeindeverbindungsstraße führt nach Mühlstetten und zur Staatsstraße 2223 Richtung Spalt.
Über den Dorfweiher führt eine selbst zu bedienende Seilfähre.